# فهرست قسمت‌های خواهر و برادرانم
این مقاله شامل فهرستی از ‌قسمت‌های مجموعۀ تلویزیونی خواهر و برادرانم است که از شبکه آ تی‌وی ترکیه پخش شد.

## نمای کلی قسمت‌ها
| فصل | قسمت‌ها | قسمت‌ها | تاریخ اصلی روی آنتن رفتن | تاریخ اصلی روی آنتن رفتن |
| فصل | قسمت‌ها | قسمت‌ها | اولین بار                | آخرین بار                |
| --- | ------ | ------ | ------------------------ | ------------------------ |
| ۱   | ۱۸     | ۱۸     | ۲۰ فوریه ۲۰۲۱            | ۱۹ ژوئن ۲۰۲۱             |
| ۲   | ۳۸     | ۳۸     | ۱۱ سپتامبر ۲۰۲۱          | ۱۱ ژوئن ۲۰۲۲             |
| ۳   | ۳۸     | ۳۸     | ۳ سپتامبر ۲۰۲۲           | ۱۰ ژوئن ۲۰۲۳             |
| ۴   | ۳۸     | ۳۸     | ۹ سپتامبر ۲۰۲۳           | ۸ ژوئن ۲۰۲۴ (پایان)      |

## ‌قسمت‌ها

### فصل ۱ (۲۰۲۱)
| شم. کلی | شم. در فصل | عنوان                                                                             | کارگردان      | نویسنده       | تاریخ انتشار اصلی | ترکیه تعداد بیننده (میلیون) |
| ------- | ---------- | --------------------------------------------------------------------------------- | ------------- | ------------- | ----------------- | --------------------------- |
| ۱       | ۱          | «خواهر برادری واقعی با درد مشترک آغاز می‌شود...»                                   | سرکان بیرینجی | گل‌عابوس سمرجی | ۲۰ فوریه ۲۰۲۱     | ن/م                         |
| ۲       | ۲          | «قلب من نمی‌فهمد دنیا چگونه اینقدر ظالم است...»                                    | سرکان بیرینجی | گل‌عابوس سمرجی | ۲۷ فوریه ۲۰۲۱     | ن/م                         |
| ۳       | ۳          | «ما بچه‌های مهربانی بودیم که تاریکی را نادیده می‌گرفتیم...»                         | سرکان بیرینجی | گل‌عابوس سمرجی | ۶ مارس ۲۰۲۱       | ن/م                         |
| ۴       | ۴          | «برادرم مثل کوه زندگی را در آغوش می‌کشد، دستانش آنقدر بزرگ هستند...»               | سرکان بیرینجی | گل‌عابوس سمرجی | ۱۳ مارس ۲۰۲۱      | ن/م                         |
| ۵       | ۵          | «قلب شاخه‌ای را می‌شکند که به آن چسبیده است...»                                     | سرکان بیرینجی | گل‌عابوس سمرجی | ۲۰ مارس ۲۰۲۱      | ن/م                         |
| ۶       | ۶          | «ما در ثروت تو اشک داریم!»                                                        | سرکان بیرینجی | گل‌عابوس سمرجی | ۲۷ مارس ۲۰۲۱      | ن/م                         |
| ۷       | ۷          | «من کمی امید در آنجا کاشتم، آنها آن را به آرامی کندند...»                         | سرکان بیرینجی | گل‌عابوس سمرجی | ۳ آوریل ۲۰۲۱      | ن/م                         |
| ۸       | ۸          | «قلب شاخه‌ای را می‌شکند که به آن چسبیده است!»                                       | سرکان بیرینجی | گل‌عابوس سمرجی | ۱۰ آوریل ۲۰۲۱     | ن/م                         |
| ۹       | ۹          | «مگر این خوشبختی لعنتی حق من هم نیست؟...»                                         | سرکان بیرینجی | گل‌عابوس سمرجی | ۱۷ آوریل ۲۰۲۱     | ن/م                         |
| ۱۰      | ۱۰         | «همه بد نمی‌شوند، این دنیا به آدم‌های خوب هم نیاز دارد!»                            | سرکان بیرینجی | گل‌عابوس سمرجی | ۲۴ آوریل ۲۰۲۱     | ن/م                         |
| ۱۱      | ۱۱         | «هر چه هستی، باعث ناامیدی من نباش. آنجا آنقدر شلوغ است که نمی‌توانم بشناسمت…»      | سرکان بیرینجی | گل‌عابوس سمرجی | ۱ مه ۲۰۲۱         | ن/م                         |
| ۱۲      | ۱۲         | «همه جایی هستیم که ما را ناراحت می‌کنند...»                                        | سرکان بیرینجی | گل‌عابوس سمرجی | ۸ مه ۲۰۲۱         | ن/م                         |
| ۱۳      | ۱۳         | «هر کاری که با دروغ شروع کنیم، به ناامیدی ختم می‌شود.»                             | سرکان بیرینجی | گل‌عابوس سمرجی | ۱۵ مه ۲۰۲۱        | ن/م                         |
| ۱۴      | ۱۴         | «هر بار که خواب می‌بینم، روز بعد ناامیدی جمع می‌کنیم.»                              | سرکان بیرینجی | گل‌عابوس سمرجی | ۲۲ مه ۲۰۲۱        | ن/م                         |
| ۱۵      | ۱۵         | «بیایید در این را قبول کنیم: شما به اندازه وجدان خود انسان هستید...»              | سرکان بیرینجی | گل‌عابوس سمرجی | ۲۹ مه ۲۰۲۱        | ن/م                         |
| ۱۶      | ۱۶         | «برای دیدن نور باید از تاریکی گذشت!»                                              | سرکان بیرینجی | گل‌عابوس سمرجی | ۵ ژوئن ۲۰۲۱       | ن/م                         |
| ۱۷      | ۱۷         | «بعضی از آدم‌ها قلب‌های کوچکی دارند... نه عشق و نه انسانیت در درون آن جای نمی‌گیرد!» | سرکان بیرینجی | گل‌عابوس سمرجی | ۱۲ ژوئن ۲۰۲۱      | ن/م                         |
| ۱۸      | ۱۸         | «شما نمی‌توانید به امید دستبند بزنید. ما بچه‌های عاشق امید هستیم… (پایان فصل)»      | سرکان بیرینجی | گل‌عابوس سمرجی | ۱۹ ژوئن ۲۰۲۱      | ن/م                         |

### فصل ۲ (۲۰۲۲-۲۰۲۱)
| شم. کلی | شم. در فصل | عنوان                                                                                              | کارگردان      | نویسنده       | تاریخ انتشار اصلی | ترکیه تعداد بیننده (میلیون) |
| ------- | ---------- | -------------------------------------------------------------------------------------------------- | ------------- | ------------- | ----------------- | --------------------------- |
| ۱۹      | ۱          | «فکر می‌کنی این اتفاق خواهد افتاد؟ به نظرت روزی خورشید از خیابان‌های تاریک طلوع می‌کند؟»              | سرکان بیرینجی | گل‌عابوس سمرجی | ۱۱ سپتامبر ۲۰۲۱   | ن/م                         |
| ۲۰      | ۲          | «امید ممکن است در صفحه بعدی باشد، که بلافاصله بعدش کتاب را ببندی...»                               | سرکان بیرینجی | گل‌عابوس سمرجی | ۱۸ سپتامبر ۲۰۲۱   | ن/م                         |
| ۲۱      | ۳          | «برای پرواز لازم نیست حتماْ پرنده باشی، دل‌ خوشی‌های کوچک داشته باشی کافیه...»                        | سرکان بیرینجی | گل‌عابوس سمرجی | ۲۵ سپتامبر ۲۰۲۱   | ن/م                         |
| ۲۲      | ۴          | «کسی که بهت خیانت می‌کند با نصفه بیسکویتی که بعد از فرو کردن در چای در دست می‌ماند، تفاوتی ندارد...» | سرکان بیرینجی | گل‌عابوس سمرجی | ۲ اکتبر ۲۰۲۱      | ن/م                         |
| ۲۳      | ۵          | «تنها چیزی که نیاز دارم کمی توست...»                                                               | سرکان بیرینجی | گل‌عابوس سمرجی | ۹ اکتبر ۲۰۲۱      | ن/م                         |
| ۲۴      | ۶          | «خواهر و برادرانم بخندن کافیه، باشه منم واسش گریه می‌کنم!»                                          | سرکان بیرینجی | گل‌عابوس سمرجی | ۱۶ اکتبر ۲۰۲۱     | ن/م                         |
| ۲۵      | ۷          | «تا زمانی که امید داشته باشی، مطمئناً آن نور از جایی وارد زندگی‌ات می‌شود!»                           | سرکان بیرینجی | گل‌عابوس سمرجی | ۲۳ اکتبر ۲۰۲۱     | ن/م                         |
| ۲۶      | ۸          | «اما نترس، متوقف نشو، بدو، مانند غنچه شکوفه بده...»                                                | سرکان بیرینجی | گل‌عابوس سمرجی | ۳۰ اکتبر ۲۰۲۱     | ن/م                         |
| ۲۷      | ۹          | «شاید روزی همان صبح از خواب بیدار شویم، فکرش را بکن!»                                              | سرکان بیرینجی | گل‌عابوس سمرجی | ۶ نوامبر ۲۰۲۱     | ن/م                         |
| ۲۸      | ۱۰         | «خورشید به قول داده است، که روزی برای ما طلوع خواهد کرد.»                                          | سرکان بیرینجی | گل‌عابوس سمرجی | ۱۳ نوامبر ۲۰۲۱    | ن/م                         |
| ۲۹      | ۱۱         | «شما کلمه برادر را در شش حرف جا می‌دهید، ما نمی‌توانیم آن را در آسمان جا بدهیم!»                     | سرکان بیرینجی | گل‌عابوس سمرجی | ۲۰ نوامبر ۲۰۲۱    | ن/م                         |
| ۳۰      | ۱۲         | «آنها همیشه ما را در جایی که کار نمی کنیم ناراحت می کنند...»                                       | سرکان بیرینجی | گل‌عابوس سمرجی | ۲۷ نوامبر ۲۰۲۱    | ن/م                         |
| ۳۱      | ۱۳         | «هر کاری که با دروغ شروع می کنیم به ناامیدی ختم می شود.»                                           | سرکان بیرینجی | گل‌عابوس سمرجی | ۴ دسامبر ۲۰۲۱     | ن/م                         |
| ۳۲      | ۱۴         | «هر بار که من رویایی دارم، روز بعد ناامیدی جمع می کنی.»                                            | سرکان بیرینجی | گل‌عابوس سمرجی | ۱۱ دسامبر ۲۰۲۱    | ن/م                         |
| ۳۳      | ۱۵         | «بیایید در این مورد توافق کنیم: شما به اندازه وجدان خود انسان هستید...»                            | سرکان بیرینجی | گل‌عابوس سمرجی | ۱۸ دسامبر ۲۰۲۱    | ن/م                         |
| ۳۴      | ۱۶         | «برای دیدن نور باید از تاریکی سرپیچی کرد!»                                                         | سرکان بیرینجی | گل‌عابوس سمرجی | ۲۵ دسامبر ۲۰۲۱    | ن/م                         |
| ۳۵      | ۱۷         | «بعضی از آنها قلب‌های کوچکی دارند... نه عشق و نه انسانیت در درون آن جای نمی‌گیرد!»                   | سرکان بیرینجی | گل‌عابوس سمرجی | ۱۵ ژانویه ۲۰۲۲    | ن/م                         |
| ۳۶      | ۱۸         | «شما نمی توانید به امید دستبند بزنید. ما بچه های عاشق امید هستیم…»                                 | سرکان بیرینجی | گل‌عابوس سمرجی | ۲۲ ژانویه ۲۰۲۲    | ن/م                         |
| ۳۷      | ۱۹         | «خواهر برادری واقعی با درد مشترک آغاز می‌شود...»                                                    | سرکان بیرینجی | گل‌عابوس سمرجی | ۲۹ ژانویه ۲۰۲۲    | ن/م                         |
| ۳۸      | ۲۰         | «اگر انسانیت را دعوت کنیم، هستند کسانی که آدرسش را از ما بپرسند!»                                  | سرکان بیرینجی | گل‌عابوس سمرجی | ۵ فوریه ۲۰۲۲      | ن/م                         |
| ۳۹      | ۲۱         | «قلب ضعیفی دارم، که مدام برای تو می‌زند...»                                                         | سرکان بیرینجی | گل‌عابوس سمرجی | ۱۲ فوریه ۲۰۲۲     | ن/م                         |
| ۴۰      | ۲۲         | «روزی خندیدن هم به ما می‌آید...»                                                                    | سرکان بیرینجی | گل‌عابوس سمرجی | ۱۹ فوریه ۲۰۲۲     | ن/م                         |
| ۴۱      | ۲۳         | «خوشبختی، خیلی گرون هستی، من اینقدر پول ندارم!»                                                    | سرکان بیرینجی | گل‌عابوس سمرجی | ۲۶ فوریه ۲۰۲۲     | ن/م                         |
| ۴۲      | ۲۴         | «آنقدر زیبا می‌خندی که من طاقت گریه‌ات را ندارم...»                                                  | سرکان بیرینجی | گل‌عابوس سمرجی | ۵ مارس ۲۰۲۲       | ن/م                         |
| ۴۳      | ۲۵         | «من شکسته بودم، چرا خودت را هدر دادی؟»                                                             | سرکان بیرینجی | گل‌عابوس سمرجی | ۱۲ مارس ۲۰۲۲      | ن/م                         |
| ۴۴      | ۲۶         | «می‌دونی اگه سعی می‌کنی خوشحال باشی، می‌دونی که نمی‌پرسن کجا کار می‌کنی!»                               | سرکان بیرینجی | گل‌عابوس سمرجی | ۱۹ مارس ۲۰۲۲      | ن/م                         |
| ۴۵      | ۲۷         | «طوفان هر چقدر هم که سخت باشد، تنها چیزی که از صخره می‌برد گرد و غبار است!»                         | سرکان بیرینجی | گل‌عابوس سمرجی | ۲۶ مارس ۲۰۲۲      | ن/م                         |
| ۴۶      | ۲۸         | «کسی که عشقش به بزرگی آسمان باشد، لبخندش به روشنی خورشید خواهد بود.»                               | سرکان بیرینجی | گل‌عابوس سمرجی | ۲ آوریل ۲۰۲۲      | ن/م                         |
| ۴۷      | ۲۹         | «شاید باید کمی شادی را در گوشه و کنار پنهان می کردیم تا روزی به آن نیاز داشتیم...»                 | سرکان بیرینجی | گل‌عابوس سمرجی | ۹ آوریل ۲۰۲۲      | ن/م                         |
| ۴۸      | ۳۰         | «مرد بودن با پول سنجیده نمی‌شود، با ایستادگی او سنجیده می‌شود؛ به شما اشتباه یاد دادند.»             | سرکان بیرینجی | گل‌عابوس سمرجی | ۱۶ آوریل ۲۰۲۲     | ن/م                         |
| ۴۹      | ۳۱         | «اگر امید آخرین چیزی است که در جیب‌تان است، پس نباختید...»                                          | سرکان بیرینجی | گل‌عابوس سمرجی | ۲۳ آوریل ۲۰۲۲     | ن/م                         |
| ۵۰      | ۳۲         | «ما کسی را ناامید نکردیم، آنها در یک جای مناسب فرود آمدند.»                                        | سرکان بیرینجی | گل‌عابوس سمرجی | ۳۰ آوریل ۲۰۲۲     | ن/م                         |
| ۵۱      | ۳۳         | «ما به اندازه جان یک پروانه ناامید هستیم...»                                                       | سرکان بیرینجی | گل‌عابوس سمرجی | ۷ مه ۲۰۲۲         | ن/م                         |
| ۵۲      | ۳۴         | «اگر من برنده نشده‌ام، پس بازی هنوز تمام نشده است!»                                                 | سرکان بیرینجی | گل‌عابوس سمرجی | ۱۴ مه ۲۰۲۲        | ن/م                         |
| ۵۳      | ۳۵         | «خورشید را به عنوان مثال در نظر بگیرید. از غرق شدن نترسید، از به دنیا آمدن بترسید!»                | سرکان بیرینجی | گل‌عابوس سمرجی | ۲۱ مه ۲۰۲۲        | ن/م                         |
| ۵۴      | ۳۶         | «فکر کردی قلب فقط به خاطر نداشتن استخوان نمی‌شکند؟»                                                 | سرکان بیرینجی | گل‌عابوس سمرجی | ۲۸ مه ۲۰۲۲        | ن/م                         |
| ۵۵      | ۳۷         | «ما فقط دلتنگ چیزهایی هستیم که گم کردیم، نه چیزهایی که از دست دادیم!»                              | سرکان بیرینجی | گل‌عابوس سمرجی | ۴ ژوئن ۲۰۲۲       | ن/م                         |
| ۵۶      | ۳۸         | «حتی اگر رویاهایم نابود شود، لبخندم مانند قهرمانان خواهد بود! (پایان فصل)»                         | سرکان بیرینجی | گل‌عابوس سمرجی | ۱۱ ژوئن ۲۰۲۲      | ن/م                         |

### فصل ۳ (۲۰۲۳-۲۰۲۲)
| شم. کلی | شم. در فصل | عنوان                                                                                     | کارگردان      | نویسنده       | تاریخ انتشار اصلی | ترکیه تعداد بیننده (میلیون) |
| ------- | ---------- | ----------------------------------------------------------------------------------------- | ------------- | ------------- | ----------------- | --------------------------- |
| ۵۷      | ۱          | «در این دنیا، دلت باید بزرگ باشد، نه کیف پولت!»                                           | سرکان بیرینجی | گل‌عابوس سمرجی | ۳ سپتامبر ۲۰۲۲    | ن/م                         |
| ۵۸      | ۲          | «من فکر می‌کنم وقتی رویا می‌بینیم مواد را می‌دزدیم، چون مدام از هم می‌پاشد!»                  | سرکان بیرینجی | گل‌عابوس سمرجی | ۱۰ سپتامبر ۲۰۲۲   | ن/م                         |
| ۵۹      | ۳          | «جیب ما خالی است، اما قلبمان پر از محبت است!»                                             | سرکان بیرینجی | گل‌عابوس سمرجی | ۱۷ سپتامبر ۲۰۲۲   | ن/م                         |
| ۶۰      | ۴          | «اگر انسانیت را را با پول می‌شد خرید، خیلی‌ها بودند که برایشان هدیه می‌خریدیم...»            | سرکان بیرینجی | گل‌عابوس سمرجی | ۲۴ سپتامبر ۲۰۲۲   | ن/م                         |
| ۶۱      | ۵          | «خواهر برادری مثل دریا هست، هیچ‌وقت نمی‌توان اعماق آن را پیدا کرد...»                       | سرکان بیرینجی | گل‌عابوس سمرجی | ۱ اکتبر ۲۰۲۲      | ن/م                         |
| ۶۲      | ۶          | «هر از چند گاهی از این وجدان استفاده کنید، هیچ عارضه ای ندارد؛ کمی انسان به نظر می رسید!» | سرکان بیرینجی | گل‌عابوس سمرجی | ۸ اکتبر ۲۰۲۲      | ن/م                         |
| ۶۳      | ۷          | «ما چیز زیادی از زندگی نمی‌خواستیم، فقط کمی خوشحالی...»                                    | سرکان بیرینجی | گل‌عابوس سمرجی | ۱۵ اکتبر ۲۰۲۲     | ن/م                         |
| ۶۴      | ۸          | «ما بچه‌ها مثل بهمن هستیم، با سقوط رشد می‌کنیم!»                                            | سرکان بیرینجی | گل‌عابوس سمرجی | ۲۲ اکتبر ۲۰۲۲     | ن/م                         |
| ۶۵      | ۹          | «طوفانی که تو به پا کردی فقط گرد و غبار ما را می‌برد»                                      | سرکان بیرینجی | گل‌عابوس سمرجی | ۲۹ اکتبر ۲۰۲۲     | ن/م                         |
| ۶۶      | ۱۰         | «آیا چیزهای خوب را خیلی دور گذاشتند یا ما خیلی دور از آنها هستیم؟»                        | سرکان بیرینجی | گل‌عابوس سمرجی | ۵ نوامبر ۲۰۲۲     | ن/م                         |
| ۶۷      | ۱۱         | «ناامیدی در کف دستم هست، اگر بهت بگم متوجه می‌شوی؟»                                        | سرکان بیرینجی | گل‌عابوس سمرجی | ۱۲ نوامبر ۲۰۲۲    | ن/م                         |
| ۶۸      | ۱۲         | «بیهوده عصیان نکن، آسمان، تو نمی‌توانی به اندازه من گریه کنی!»                             | سرکان بیرینجی | گل‌عابوس سمرجی | ۱۹ نوامبر ۲۰۲۲    | ن/م                         |
| ۶۹      | ۱۳         | «اگر زندگی یک بازی است، ما ژتون (سکه‌)های زیادی داریم!»                                    | سرکان بیرینجی | گل‌عابوس سمرجی | ۲۶ نوامبر ۲۰۲۲    | ن/م                         |
| ۷۰      | ۱۴         | «چند نفر به جز برادرم هستند که در اشکی که از چشمانم سرازیر می‌شود شریک باشند؟»             | سرکان بیرینجی | گل‌عابوس سمرجی | ۳ دسامبر ۲۰۲۲     | ن/م                         |
| ۷۱      | ۱۵         | «اگر بیشتر زمین بخوریم، بهتر می‌دانیم که چگونه بلند شویم...»                               | سرکان بیرینجی | گل‌عابوس سمرجی | ۱۰ دسامبر ۲۰۲۲    | ن/م                         |
| ۷۲      | ۱۶         | «خوشحالی را که در گلویمان گیر کرده بود، با زدن به پشتمون از ما گرفتند!»                   | سرکان بیرینجی | گل‌عابوس سمرجی | ۱۷ دسامبر ۲۰۲۲    | ن/م                         |
| ۷۳      | ۱۷         | «اعتماد مثل یک آینه است، وقتی که شکست برای همیشه ردش می‌ماند...»                           | سرکان بیرینجی | گل‌عابوس سمرجی | ۲۴ دسامبر ۲۰۲۲    | ن/م                         |
| ۷۴      | ۱۸         | «من فقط دو دست دارم، برای ادامه دادن به این زندگی به تو نیاز دارم...»                     | سرکان بیرینجی | گل‌عابوس سمرجی | ۷ ژانویه ۲۰۲۳     | ن/م                         |
| ۷۵      | ۱۹         | «آنچه را که پنهان کرده بودیم، تبدیل به اخگر شد، خواب دیدیم و خاک شد...»                   | سرکان بیرینجی | گل‌عابوس سمرجی | ۱۴ ژانویه ۲۰۲۳    | ن/م                         |
| ۷۶      | ۲۰         | «ما قبلا شکوفه زیبایی می دادیم، اما در خاک اشتباه کاشته شدیم...»                          | سرکان بیرینجی | گل‌عابوس سمرجی | ۲۱ ژانویه ۲۰۲۳    | ن/م                         |
| ۷۷      | ۲۱         | «اگر قلبم را بشکنی، نمی‌توانی زنده از آن بیرون بیایی!»                                     | سرکان بیرینجی | گل‌عابوس سمرجی | ۲۸ ژانویه ۲۰۲۳    | ن/م                         |
| ۷۸      | ۲۲         | «قلب من شکسته، مواظب باش دستت نبره...»                                                    | سرکان بیرینجی | گل‌عابوس سمرجی | ۴ فوریه ۲۰۲۳      | ن/م                         |
| ۷۹      | ۲۳         | «چرا انسانیت همیشه با ماست، جای دیگری برای رفتن ندارد؟»                                   | سرکان بیرینجی | گل‌عابوس سمرجی | ۲۵ فوریه ۲۰۲۳     | ن/م                         |
| ۸۰      | ۲۴         | «حتی رویاهایی که می‌دیدیم به رویا تبدیل شدند...»                                           | سرکان بیرینجی | گل‌عابوس سمرجی | ۴ مارس ۲۰۲۳       | ن/م                         |
| ۸۱      | ۲۵         | «زندگی هرگز به ما چراغ سبز نشان نداده است، اما ما هرگز پشت چراغ قرمز متوقف نشده ایم!»     | سرکان بیرینجی | گل‌عابوس سمرجی | ۱۱ مارس ۲۰۲۳      | ن/م                         |
| ۸۲      | ۲۶         | «اگر همیشه در این زندگی خوشحال باشید، چه چیز دیگری برای رویا پردازی باقی می‌ماند؟»         | سرکان بیرینجی | گل‌عابوس سمرجی | ۱۸ مارس ۲۰۲۳      | ن/م                         |
| ۸۳      | ۲۷         | «من به فاصله اهمیت نمی‌دهم، زیرا ما هنوز به یک آسمان نگاه می‌کنیم.»                         | سرکان بیرینجی | گل‌عابوس سمرجی | ۲۵ مارس ۲۰۲۳      | ن/م                         |
| ۸۴      | ۲۸         | «نیمه ابری اما همچنان امیدوار!»                                                           | سرکان بیرینجی | گل‌عابوس سمرجی | ۱ آوریل ۲۰۲۳      | ن/م                         |
| ۸۵      | ۲۹         | «خدا را شکر که آسمان هنوز داخل هیچ کیف‌پولی جا نمی‌شود.»                                    | سرکان بیرینجی | گل‌عابوس سمرجی | ۸ آوریل ۲۰۲۳      | ن/م                         |
| ۸۶      | ۳۰         | «ما نمی‌توانیم تصویری از خوشبختی را بکشیم، اما می‌توانیم حتی مجسمه امید خود را بسازیم!»     | سرکان بیرینجی | گل‌عابوس سمرجی | ۱۵ آوریل ۲۰۲۳     | ن/م                         |
| ۸۷      | ۳۱         | «اگر جسارت داشته باشید و به دنبال رویاهایتان بروید، آن‌ها به واقعیت تبدیل خواهند شد!»      | سرکان بیرینجی | گل‌عابوس سمرجی | ۲۲ آوریل ۲۰۲۳     | ن/م                         |
| ۸۸      | ۳۲         | «من خوشحالی دارم که نمی‌توانم در لبخندم جا بدهم...»                                        | سرکان بیرینجی | گل‌عابوس سمرجی | ۲۹ آوریل ۲۰۲۳     | ن/م                         |
| ۸۹      | ۳۳         | «دوباره خباثت پوشیدی، لازم نبود اینقدر شیک باشی!»                                         | سرکان بیرینجی | گل‌عابوس سمرجی | ۶ مه ۲۰۲۳         | ن/م                         |
| ۹۰      | ۳۴         | «از اینکه خودم را در جستجوی تو گم کنم خسته ام!»                                           | سرکان بیرینجی | گل‌عابوس سمرجی | ۱۳ مه ۲۰۲۳        | ن/م                         |
| ۹۱      | ۳۵         | «زیباترین رویاهای ما در حین ساخته شدن، خراب شدند!»                                        | سرکان بیرینجی | گل‌عابوس سمرجی | ۲۰ مه ۲۰۲۳        | ن/م                         |
| ۹۲      | ۳۶         | «اگر چیز مثبتی در زندگی ما وجود داشته باشد، آن گروه خونی ما است!»                         | سرکان بیرینجی | گل‌عابوس سمرجی | ۲۷ مه ۲۰۲۳        | ن/م                         |
| ۹۳      | ۳۷         | «بشریت واقعاً آنقدر پیشرفت کرده است که دیگر قابل مشاهده نیست!»                             | سرکان بیرینجی | گل‌عابوس سمرجی | ۳ ژوئن ۲۰۲۳       | ن/م                         |
| ۹۴      | ۳۸         | «انسان‌های خوب همیشه می‌بازند چون عادلانه مبارزه می‌کنند... (پایان فصل)»                     | سرکان بیرینجی | گل‌عابوس سمرجی | ۱۰ ژوئن ۲۰۲۳      | ن/م                         |

### فصل ۴ (۲۰۲۴-۲۰۲۳)
| شم. کلی | شم. در فصل | عنوان                                                                          | کارگردان      | نویسنده       | تاریخ انتشار اصلی | ترکیه تعداد بیننده (میلیون) |
| ------- | ---------- | ------------------------------------------------------------------------------ | ------------- | ------------- | ----------------- | --------------------------- |
| ۹۵      | ۱          | «گاهی این دستی که در دست می‌گیری، از پشت به تو می‌زند...»                        | سرکان بیرینجی | گل‌عابوس سمرجی | ۹ سپتامبر ۲۰۲۳    | ن/م                         |
| ۹۶      | ۲          | «همه دور هم جمع بودند، اما فقط تو نیامدی...»                                   | سرکان بیرینجی | گل‌عابوس سمرجی | ۱۶ سپتامبر ۲۰۲۳   | ن/م                         |
| ۹۷      | ۳          | «تنها کسی که در این زندگی از ما می‌خواهد بخندیم عکاس است!»                      | سرکان بیرینجی | گل‌عابوس سمرجی | ۲۳ سپتامبر ۲۰۲۳   | ن/م                         |
| ۹۸      | ۴          | «نشکن، تا شاخه‌ای برای چنگ زدن به آن داشته باشی...»                             | سرکان بیرینجی | گل‌عابوس سمرجی | ۳۰ سپتامبر ۲۰۲۳   | ن/م                         |
| ۹۹      | ۵          | «اگر می‌گفتند همه باید بروند جایی که خوشحال هستند، باز هم ما وسط راه می‌ماندیم!» | سرکان بیرینجی | گل‌عابوس سمرجی | ۷ اکتبر ۲۰۲۳      | ن/م                         |
| ۱۰۰     | ۶          | «حالا تنهاترین جای این شهر قلب من هست...»                                      | سرکان بیرینجی | گل‌عابوس سمرجی | ۱۴ اکتبر ۲۰۲۳     | ن/م                         |